# Templo de Colonia Juárez
O Templo de Colonia Juárez é um templo religioso construído e operado por A Igreja de Jesus Cristo dos Santos dos Últimos Dias. É o 55º templo mórmon em funcionamento no mundo e o 6º no México. O templo está localizado na cidade de Ciudad Juárez, estado de Chihuahua, no México.
Em uma colina a oeste da pequena cidade de Ciudad Juárez, no estado mexicano de Chihuahua, e com vista para um vale fértil, encontra-se o Templo de Colonia Juárez, o menor templo já construído por A Igreja de Jesus Cristo dos Santos dos Últimos Dias que continua em operação.
Colonia Juárez situa-se a cerca de duzentos quilômetros a sudoeste da fronteira Estados Unidos-México, próximo a El Paso, no Texas, e Ciudad Juárez, Chihuahua. A pequena cidade é constituída por duas lojas, três restaurantes, várias escolas e numerosas fazendas. O Templo de Colonia Juárez serve aos Santos dos Últimos Dias que vivem nos Estados Unidos e México. Durante a fase final de construção, os membros da Igreja de ambos os países trabalharam juntos em paisagismo e na limpeza do interior e exterior do templo.
Gordon B. Hinckley dedicou o Templo de Colonia Juárez em 6 de março de 1999. O templo tem um total de 6.800 metros quadrados (630 m²), uma sala de ordenança, e um quarto de vedação.